# Lycodon
Lycodon és un gènere de serps de la família Colubridae. Es distribueixen per Àsia i Austràlia.

## Taxonomia
El gènere Lycodon inclous 61 espècies:
- Lycodon albofuscus (DUMÉRIL, BIBRON & DUMÉRIL, 1854)
- Lycodon alcalai OTA & ROSS, 1994
- Lycodon anamallensis GÜNTHER, 1864
- Lycodon aulicus (LINNAEUS, 1758)
- Lycodon banksi LUU, BONKOWSKI, NGUYEN, LE, CALAME & ZIEGLER, 2018
- Lycodon bibonius OTA & ROSS, 1994
- Lycodon butleri BOULENGER, 1900
- Lycodon capucinus (BOIE, 1827)
- Lycodon cardamomensis DALTRY & WÜSTER, 2002
- Lycodon carinatus (KUHL, 1820)
- Lycodon cavernicolus GRISMER, QUAH, ANUAR M.S., MuiN, WOOD & NOR, 2014
- Lycodon chrysoprateros OTA & ROSS, 1994
- Lycodon davidi VOGEL, NGUYEN, KINGSADA & ZIEGLER, 2012
- Lycodon davisonii (BLANFORD, 1878)
- Lycodon dumerilii (BOULENGER, 1893)
- Lycodon effraenis CANTOR, 1847
- Lycodon fasciatus (ANDERSON, 1879)
- Lycodon fausti GAULKE, 2002
- Lycodon ferroni LANZA, 1999
- Lycodon flavicollis MUKHERJEE & BHUPATHY, 2007
- Lycodon flavomaculatus WALL, 1907
- Lycodon flavozonatus (POPE, 1928)
- Lycodon futsingensis (POPE, 1928)
- Lycodon gammiei (BLANFORD, 1878)
- Lycodon gibsonae VOGEL & DAVID, 2019
- Lycodon gongshan VOGEL & LUO, 2011
- Lycodon gracilis (GÜNTHER, 1864)
- Lycodon hypsirhinoides (THEOBALD, 1868)
- Lycodon jara (SHAW, 1802)
- Lycodon kundui SMITH, 1943
- Lycodon laoensis GÜNTHER, 1864
- Lycodon liuchengchaoi ZHANG, JIANG, VOGEL & RAO, 2011
- Lycodon mackinnoni WALL, 1906
- Lycodon meridionalis (BOURRET, 1935)
- Lycodon muelleri DUMÉRIL, BIBRON & DUMÉRIL, 1854
- Lycodon multifasciatus (MAKI, 1931)
- Lycodon multizonatus (ZHAO & JIANG, 1981)
- Lycodon namdongensis LUU, ZIEGLER, HA, LE & HOANG, 2019
- Lycodon nympha (DAUDIN, 1803)
- Lycodon ophiophagus VOGEL, DAVID, PAUWELS, SUMONTHA, NORVAL, HENDRIX, VU & ZIEGLER, 2009
- Lycodon orientalis (HILGENDORF, 1880)
- Lycodon paucifasciatus RENDAHL in SMITH, 1943
- Lycodon philippinus GRIFFIN, 1909
- Lycodon rosozonatus (HU & ZHAO, 1972)
- Lycodon rufozonatus CANTOR, 1842
- Lycodon ruhstrati (FISCHER, 1886)
- Lycodon semicarinatus (COPE, 1860)
- Lycodon septentrionalis (GÜNTHER, 1875)
- Lycodon sidiki WOSTL, HAMIDY, KURNIAWAN & SMITH, 2017
- Lycodon solivagus OTA & ROSS, 1994
- Lycodon stormi BOETTGER, 1892
- Lycodon striatus (SHAW, 1802)
- Lycodon subannulatus (DUMÉRIL, BIBRON & DUMÉRIL, 1854)
- Lycodon subcinctus BOIE, 1827
- Lycodon synaptor VOGEL & DAVID, 2010
- Lycodon tessellatus JAN, 1863
- Lycodon tiwarii BISWAS & SANYAL, 1965
- Lycodon travancoricus (BEDDOME, 1870)
- Lycodon tristrigatus GÜNTHER, 1858
- Lycodon zawi SLOWINSKI, PAWAR, WIN, THIN, GYI, OO & TUN, 2001
- Lycodon zoosvictoriae NEANG, HARTMANN, HUN, SOUTER & FUREY, 2014